# Place Estrangin-Pastré
La place Estrangin-Pastré est une voie située dans le 6e arrondissement de Marseille. 

## Situation et accès
Elle est traversée par la rue Paradis et au carrefour du cours Pierre-Puget, de la rue Armény et du boulevard Paul-Peytral.

## Historique
Sur cette place est dressée pour commémorer l'héroïsme des marseillais durant la peste de 1720, une fontaine qui sera inaugurée par le préfet Delacroix le 16 septembre 1802 ; cette fontaine était décorée d'une sculpture de Barthélémy-François Chardigny représentant le génie de l'immortalité placé au sommet d'une colonne en provenance des cryptes de l'abbaye de Saint-Victor. En 1839 cette sculpture est transportée place Saint-Ferréol, puis en 1865 au jardin de la bibliothèque près du palais des Arts où elle se trouve toujours. L'original de cette œuvre est au musée des Beaux-Arts et ce n'est qu'un moulage qui se trouve au sommet de la colonne.
La fontaine actuelle mise en place en 1890 est une œuvre de Joseph Letz et d'André-Joseph Allar et de son frère Gaudensi Allar ; elle représente les quatre continents et a été offerte par Jean Alexis Estrangin.
Sur cette place ont été édifiés les hôtels de la Banque de France et de la Caisse d'épargne. L'hôtel de la Banque de France construit de 1885 à 1886 est très sobre. L'architecte Letz avait conçu un projet grandiose qui ne sera pas réalisé. L’hôtel de la Caisse d’épargne édifié en 1904 suivant les plans de l'architecte Tournaire est beaucoup plus décoré. Le fronton a été sculpté par Henri-Édouard Lombard. Au-dessus des trois grandes portes Constant Roux a très finement sculpté les têtes de Thétis, Mercure et Cérès.Sur la façade donnant sur le cours Pierre-Puget, Auguste Carli  a sculpté un bas relief représentant l'épargne.